# Ранна
Ра́нна (ест. Ranna küla) — село в Естонії, у волості Пейпсіяере повіту Тартумаа.

## Населення
Чисельність населення на 31 грудня 2011 року становила 49 осіб.

## Географія
Село розташоване на березі Чудського озера.
Через населений пункт проходить автошлях 43 (Аовере — Калласте — Омеду).

## Історія
До 23 жовтня 2017 року село входило до складу волості Пала повіту Йиґевамаа.